# UFC Fight Night: Cowboy vs. Cowboy
UFC Fight Night: Cowboy vs. Cowboy var en MMA-gala som arrangerades av Ultimate Fighting Championship och ägde rum 21 februari 2016 i Pittsburgh i USA. 

## Resultat
1. ↑  Catchweight 142 lbs.[2]